# Telesphore Toppo
Telesphore Placidus Toppo (15 tháng 10 năm 1939 – 4 tháng 10 năm 2023) là một Hồng y người Ấn Độ của Giáo hội Công giáo Rôma. Ông từng đảm nhận vị trí Tổng giám mục Tổng giáo phận Ranchi trong suốt 33 năm, từ năm 1985 đến năm 2018. Ngoài ra, ông cũng từng đảm nhiệm các chức danh quan trọng khác: Chủ tịch Hội đồng Giám mục Công giáo Ấn Độ [C.C.B.I] và Chủ tịch Hội đồng Các giám mục Công giáo của Ấn Độ [C.B.C.I], thành viên Giám sát Viện Nghiên cứu Tôn giáo, thành viên Hội đồng Hồng y để nghiên cứu các vấn đề tổ chức và kinh tế của Tông Tòa.

## Tiểu sử
Hồng y Toppo sinh ngày 15 tháng 10 năm 1939 tại Chainpur, Ấn Độ. Sau quá trình tu học, ngày 3 tháng 5 năm 1969, ông được thụ phong linh mục, bởi Giám mục Chủ sự Franz von Streng, Nguyên giám mục chính tòa Giáo phận Basel e Lugano, hiệu tòa Obbi.
Ngày 8 tháng 6 năm 1978, Tòa Thánh loan tin chọn vị linh mục trẻ tuổi Telesphore Toppo làm Giám mục chính tòa Giáo phận Dumka. Lễ tấn phong cho vị tân chức được tiến hành vào ngày 7 tháng 10 cùng năm, bởi các vị chủ sự nghi thức gồm: Chủ phong Pius Kerketta, S.J., Tổng giám mục Tổng giáo phận Ranchi. Hai vị phụ phong gồm Leo Tigga, S.J., Giám mục chính tòa Giáo phận Raiganj và Joseph Robert Rodericks, S.J., Giám mục chính tòa Giáo phận Jamshedpur. Tân giám mục chọn khẩu hiệu cho mình là: Parare viam Domini.
Sáu năm sau, ngàu 8 tháng 11 năm 1984, Tòa Tháng thăng Giám mục Toppo làm Tổng giám mục Phó Tổng giáo phậ Ranchi. Ông kế vị chức vị Tổng giám mục Ranchi sau đó vào ngày 7 tháng 8 năm 1985, khi mới 46 tuổi. Từ năm 1998, ông làm Phó Chủ tịch Hội đồng Giám mục Công giáo Ấn Độ [C.C.B.I] cho đến năm 2002 thì được chọn làm Chủ tịch. Ông giữ nhiệm vị chủ tịch đến năm 2005.
Trong Công nghị Hồng y 2003 cử hành ngày 21 tháng 10, Giáo hoàng Gioan Phaolô II vinh thăng Tổng giám mục Toppo tước vị Hồng y Nhà thờ Sacro Cuore di Gesù agonizzante a Vitinia. Ông đã đến nhận nhà thờ hiệu tòa này vào ngày 23 tháng 5 năm 2004. Trong hội đồng Các giám mục Công giáo của Ấn Độ [C.B.C.I], ông cũng giữ vị trí chủ tịch trong hai khoảng thời gian (từ ngày 12 tháng 1 năm 2004 đến 19 tháng 2 năm 2008 và 12 tháng 1 năm 2011 đến tháng 2 năm 2013).
Ngày 19 tháng 2 năm 2008 đến ngày 15 tháng 1 năm 2014, ông là Hồng y thành viên Giám sát Viện Nghiên cứu Tôn giáo và từ ngày 23 tháng 6 năm 2012 đến ngày 24 tháng 2 năm 2014, ông là Hồng y thành viên Hội đồng Hồng y để nghiên cứu các vấn đề tổ chức và kinh tế của Tông Tòa.
Ngày 24 tháng 6 năm 2018, Tòa Thánh xác nhận chấp thuận đơn xin từ nhiệm của ông, vì lý do tuổi tác, theo Giáo luật.